# فرودگاه سیبولان
فرودگاه سیبولان (به انگلیسی: Sibulan Airport) (به زبان بومی: Paliparan ng Sibulan) یک فرودگاه همگانی مسافربری با کد یاتا DGT است که یک باند فرود آسفالت دارد و طول باند آن ۱۸۷۰ متر است. این فرودگاه در نگرو شرقی در کشور فیلیپین قرار دارد و در ارتفاع ۵ متری از سطح دریا واقع شده‌است.

## شرکت‌های هواپیمایی و مقصدهای پروازی

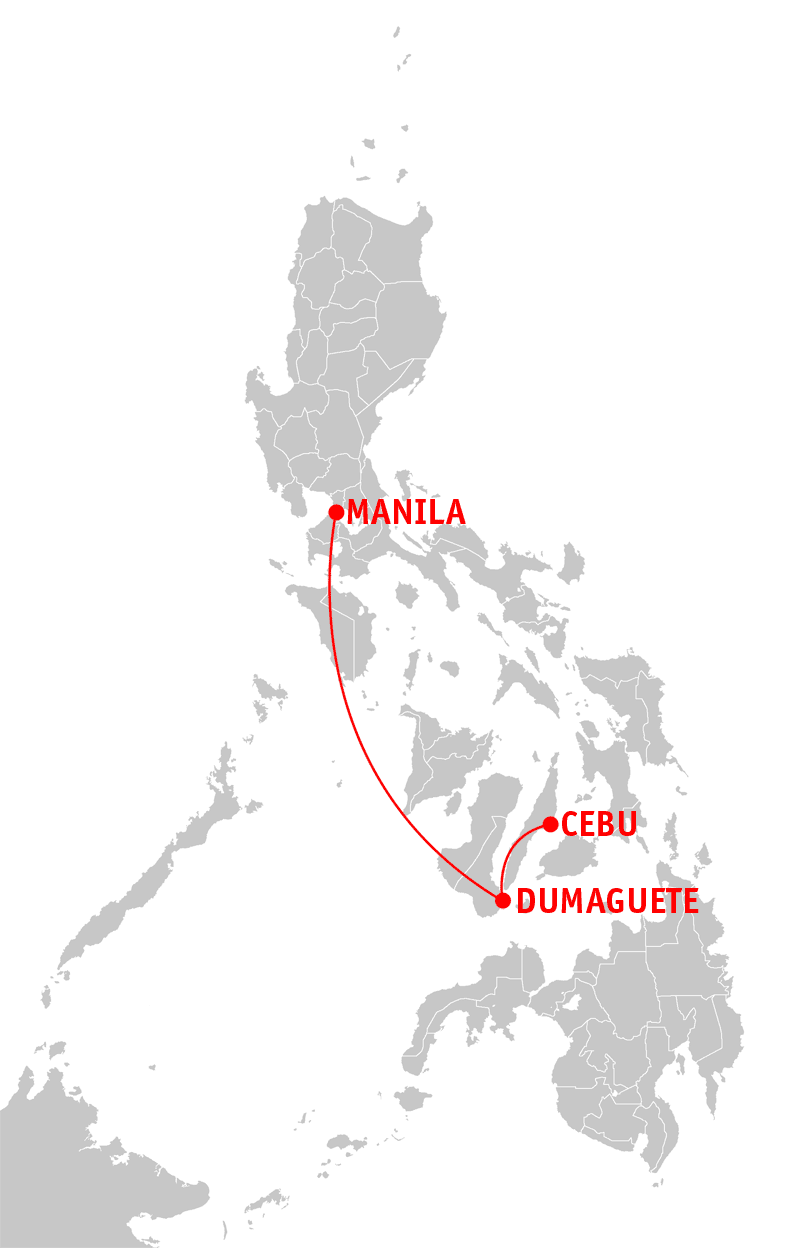
Destinations

| شرکت‌های هواپیمایی                      | مقصدهای پروازی                                                    |
| -------------------------------------- | ----------------------------------------------------------------- |
| سبو پسیفیک                             | نینوی آکوئینو                                                     |
| سبو پسیفیک اجرا توسط Cebgo             | لاگویندینگان (آغاز از ۲۰ اکتبر ۲۰۱۷), مکتان-کبو، فرانسیسکو بنگویی |
| فیلیپین ایرلاینز اجرا توسط PAL Express | نینوی آکوئینو                                                     |
| Royhle Air Way Charter                 | Charter: دیپولوگ، Siquijor، تاگبیلاران                            |